# Aleuronudus
Aleuronudus es un género de hemípteros de la familia Aleyrodidae. Fue descrito científicamente primero por Hempel en 1922. La especie tipo es Aleuronudus induratus.

## Especies
Esta es la lista de especies pertenecientes a este género:
- Aleuronudus acapulcensis (Sampson & Drews, 1941)
- Aleuronudus bondari (Costa Lima, 1928)
- Aleuronudus induratus Hempel, 1922
- Aleuronudus jaciae (Bondar, 1923)
- Aleuronudus jequiensis (Bondar, 1928)
- Aleuronudus manni (Baker, 1923)
- Aleuronudus melzeri (Bondar, 1928)